# NGC 1563
NGC 1563 este o galaxie eliptică situată în constelația Eridanul. A fost descoperită în 12 noiembrie 1885 de către Francis Leavenworth. Se află la o distanță de 167,49 de megaparseci de Pământ.